# AntarChile
AntarChile, S. A. es una sociedad anónima chilena ligada a la familia Angelini, controladora de la compañía forestal Celulosa Arauco y Constitución, pesqueras Corpesca y Orizon y de servicios Empresas Copec.
Fue fundada por Anacleto Angelini, empresario de origen italiano que amasó una de las principales fortunas del país sudamericano.
Fue constituida originalmente con el nombre de Inversiones Epemar S.A. por escritura pública de fecha 12 de junio de 1989. Tomó su nuevo nombre el 11 de noviembre de 1994.
El objeto social comprende realizar inversiones en diversos sectores.